# Вендорф, Кит
Кит Ве́ндорф (нем. Keith Wendorf; род. 20 декабря 1949, Ист-Йорк) — немецкий кёрлингист, затем тренер по кёрлингу.
Родился, вырос и начал играть в кёрлинг в Канаде. Впервые выступал в национальных канадских юниорских и студенческих соревнованиях в 1966, учась в колледже в провинции Нью-Брансуик.
В 1972 переехал в Западную Германию, начал выступать на немецких национальных чемпионатах, а также за мужскую сборную Германии на чемпионатах мира и Европы.
После окончания карьеры кёрлингиста в начале 1990-х перешёл на тренерскую работу. С 1994 по 2002 был Национальным тренером Федерации кёрлинга Германии.
В 2002—2018 работал во Всемирной федерации кёрлинга на должности директора по соревнованиям и развитию (англ. Director of Competitions and Development). В 2018 вышел в отставку.

## Достижения
- Чемпионат мира по кёрлингу среди мужчин: серебро (1983), бронза (1982).
- Чемпионат Европы по кёрлингу: серебро (1982), бронза (1989).

- Почётный приз Collie Campbell Memorial Award (вручается кёрлингисту, который показывает наилучший уровень игры в кёрлинг и наилучшим образом демонстрирует «дух кёрлинга»): 1979, 1983.
- Почётный приз Всемирной федерации кёрлинга World Curling Freytag Award: 1994.
- В 2012 введён в Международный зал славы кёрлинга, как ранее в 1994 удостоенный почётного приза World Curling Freytag Award; до настоящего момента является единственным немецким кёрлингистом или деятелем кёрлинга в Международном зале славы кёрлинга[4][5].

## Команды
| Сезон   | Четвёртый   | Третий             | Второй             | Первый                | Тренер            | Турниры                             |
| ------- | ----------- | ------------------ | ------------------ | --------------------- | ----------------- | ----------------------------------- |
| 1977—78 | Кит Вендорф | Саша Фишер-Вепплер | Балинт фон Бери    | Хайно фон Лесток      |                   | ЧМ 1978 (6 место)                   |
| 1978—79 | Кит Вендорф | Балинт фон Бери    | Саша Фишер-Вепплер | Хайно фон Лесток      |                   | ЧМ 1979 (4 место)                   |
| 1979—80 | Кит Вендорф | Балинт фон Бери    | Хайно фон Лесток   | Peter Fischer-Weppler |                   | ЧЕ 1979 (7 место)                   |
| 1980—81 | Кит Вендорф | Ханс Дитер Кизель  | Свен Зайле         | Хайнер Мартин         |                   | ЧМ 1981 (9 место)                   |
| 1981—82 | Кит Вендорф | Ханс Дитер Кизель  | Свен Зайле         | Хайнер Мартин         | Отто Даниели (ЧМ) | ЧЕ 1981 (4 место) · ЧМ 1982         |
| 1982—83 | Кит Вендорф | Ханс Дитер Кизель  | Свен Зайле         | Хайнер Мартин         |                   | ЧЕ 1982 · ЧМ 1983                   |
| 1983—84 | Кит Вендорф | Ханс Дитер Кизель  | Свен Зайле         | Хайнер Мартин         |                   | ЧЕ 1983 (5 место) ЧМ 1984 (5 место) |
| 1984—85 | Кит Вендорф | Уве Зайле          | Свен Зайле         | Андреас Зайлер        |                   | ЧЕ 1984 (4 место) ЧМ 1985 (9 место) |
| 1987—88 | Кит Вендорф | Уве Зайле          | Свен Зайле         | Ханс Дитер Кизель     |                   | ЧЕ 1987 (4 место)                   |
| 1988—89 | Кит Вендорф | Уве Зайле          | Свен Зайле         | Gregor Kunzemüller    |                   | ЧЕ 1988 (7 место)                   |
| 1989—90 | Кит Вендорф | Свен Зайле         | Christoph Möckel   | Уве Зайле             |                   | ЧЕ 1989                             |

(скипы выделены полужирным шрифтом)

## Результаты как тренера национальных сборных
| Год  | Турнир                                          | Сборная                  | Место |
| ---- | ----------------------------------------------- | ------------------------ | ----- |
| 1994 | Чемпионат Европы по кёрлингу 1994               | Германия (мужчины)       | 5     |
| 1995 | Чемпионат Европы по кёрлингу 1995               | Германия (мужчины)       | 5     |
| 1996 | Чемпионат Европы по кёрлингу 1996               | Германия (мужчины)       | 4     |
| 1997 | Чемпионат Европы по кёрлингу 1997               | Германия (мужчины)       | 1     |
| 1998 | Чемпионат мира по кёрлингу среди мужчин 1998    | Германия (мужчины)       | 10    |
| 1998 | Чемпионат Европы по кёрлингу 1998               | Германия (мужчины)       | 6     |
| 1999 | Чемпионат мира по кёрлингу среди мужчин 1999    | Германия (мужчины)       | 7     |
| 1999 | Чемпионат Европы по кёрлингу 1999               | Германия (мужчины)       | 9     |
| 2000 | Чемпионат мира по кёрлингу среди юниоров 2000   | Германия (юниоры муж.)   | 3     |
| 2000 | Чемпионат мира по кёрлингу среди женщин 2000    | Германия (женщины)       | 6     |
| 2000 | Чемпионат Европы по кёрлингу 2000               | Германия (мужчины)       | 6     |
| 2001 | Чемпионат мира по кёрлингу среди юниоров 2001   | Германия (юниоры жен.)   | 10    |
| 2001 | Чемпионат мира по кёрлингу среди мужчин 2001    | Германия (мужчины)       | 6     |
| 2001 | Чемпионат Европы по кёрлингу 2001               | Германия (мужчины)       | 8     |
| 2019 | Чемпионат Европы по кёрлингу 2019               | Германия (женщины)       | 5     |
| 2025 | Чемпионат мира по кёрлингу среди ветеранов 2025 | Германия (ветераны муж.) | 5     |

## Частная жизнь
Окончил Университет Нью-Брансуика в 1972.
Вместе с женой Сьюзан проживает во Франции.